# Ameerega flavopicta
Ameerega flavopicta е вид жаба от семейство Дърволази (Dendrobatidae). Видът е незастрашен от изчезване.

## Разпространение
Разпространен е в Боливия и Бразилия.

## Описание
Популацията на вида е стабилна.